# طريق مزدوج
الطريق المزدوج أو المقسم أو طريق شبه سيَّار هو طريق غالبًا ما يكون سريع، وهو طريق ذو مُعَبّدَيْن منفصلين للاتجاهين، يحوي كل واحد منهما على خطين (أو حارتين أو مسارين) أو أكثر. وهو لا يرتقي، قانونيًا، لمستوى الطريق السيار.

## الصور

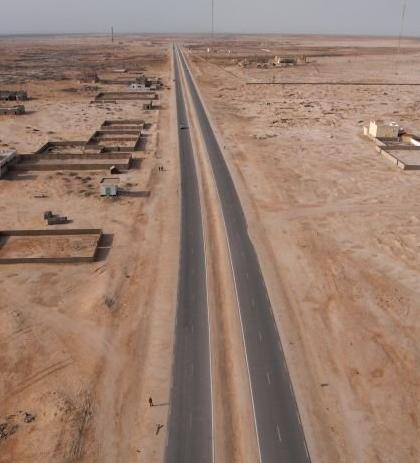
جزء من طريق نواكشوط - نواذيبو مزدوج
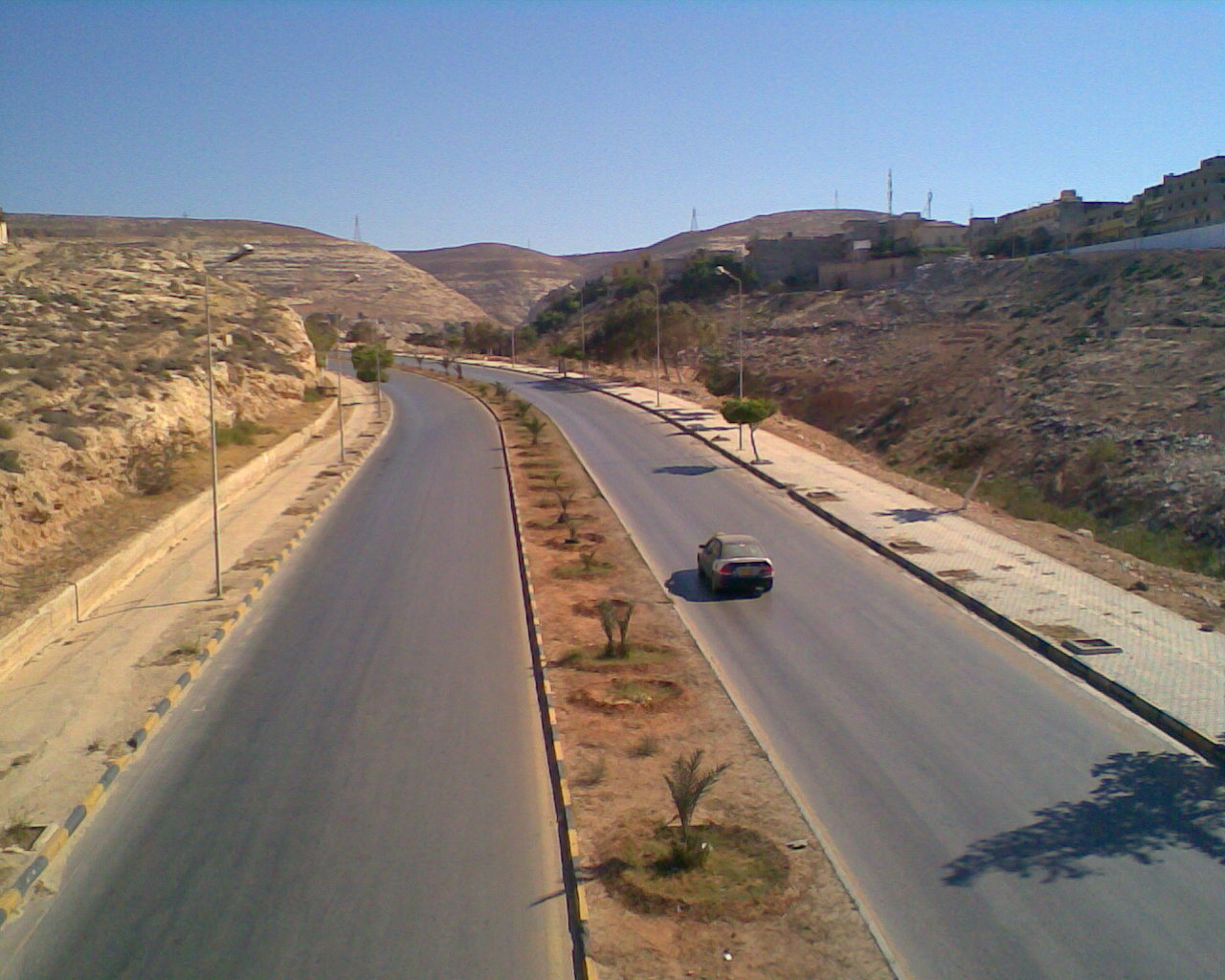
طريق مزدوج في درنة، ليبيا
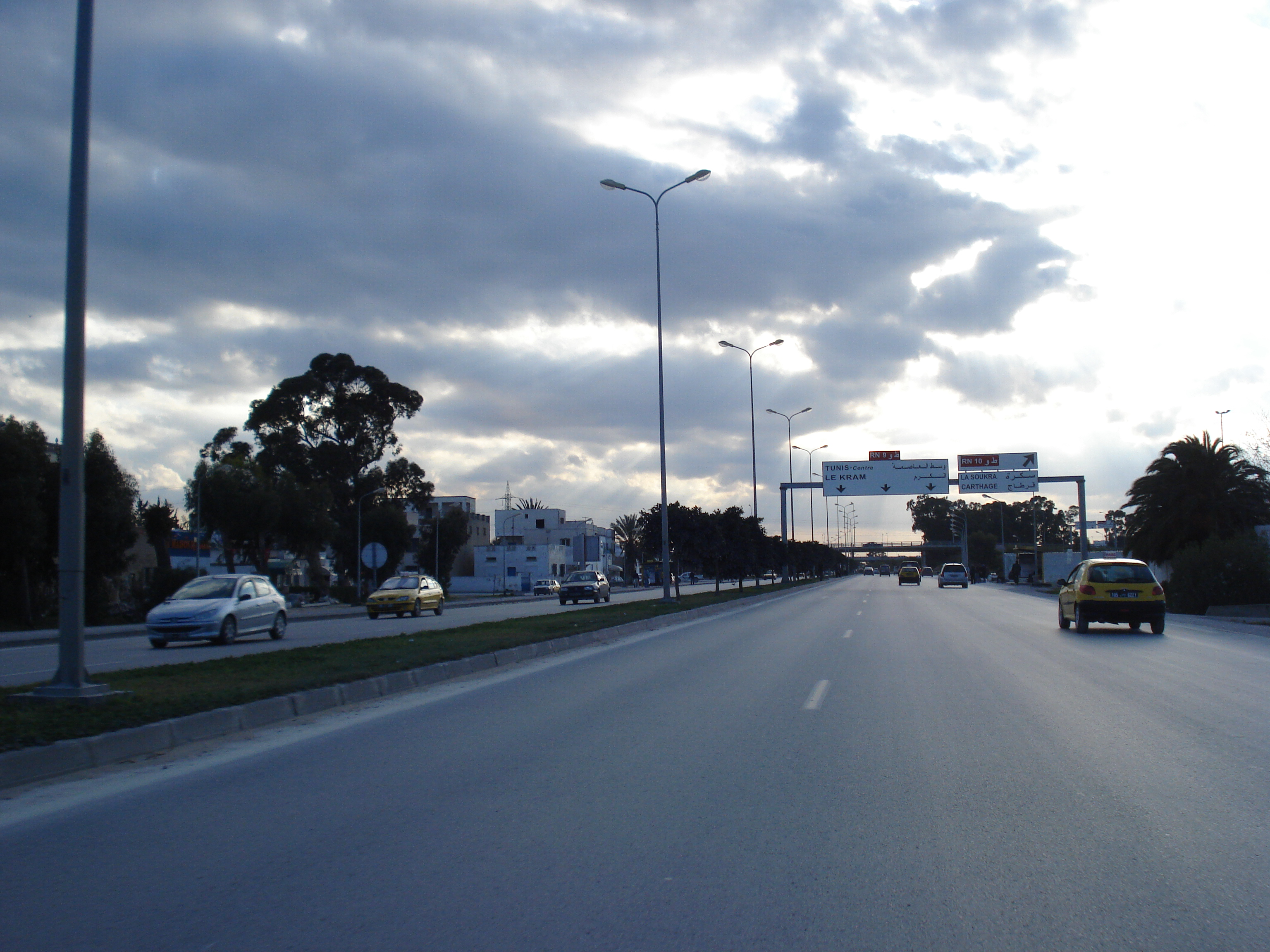
الطريق الوطنية رقم 9، بين مدينتي تونس (مدينة) والمرسى، هي مثال للطريق السريعة
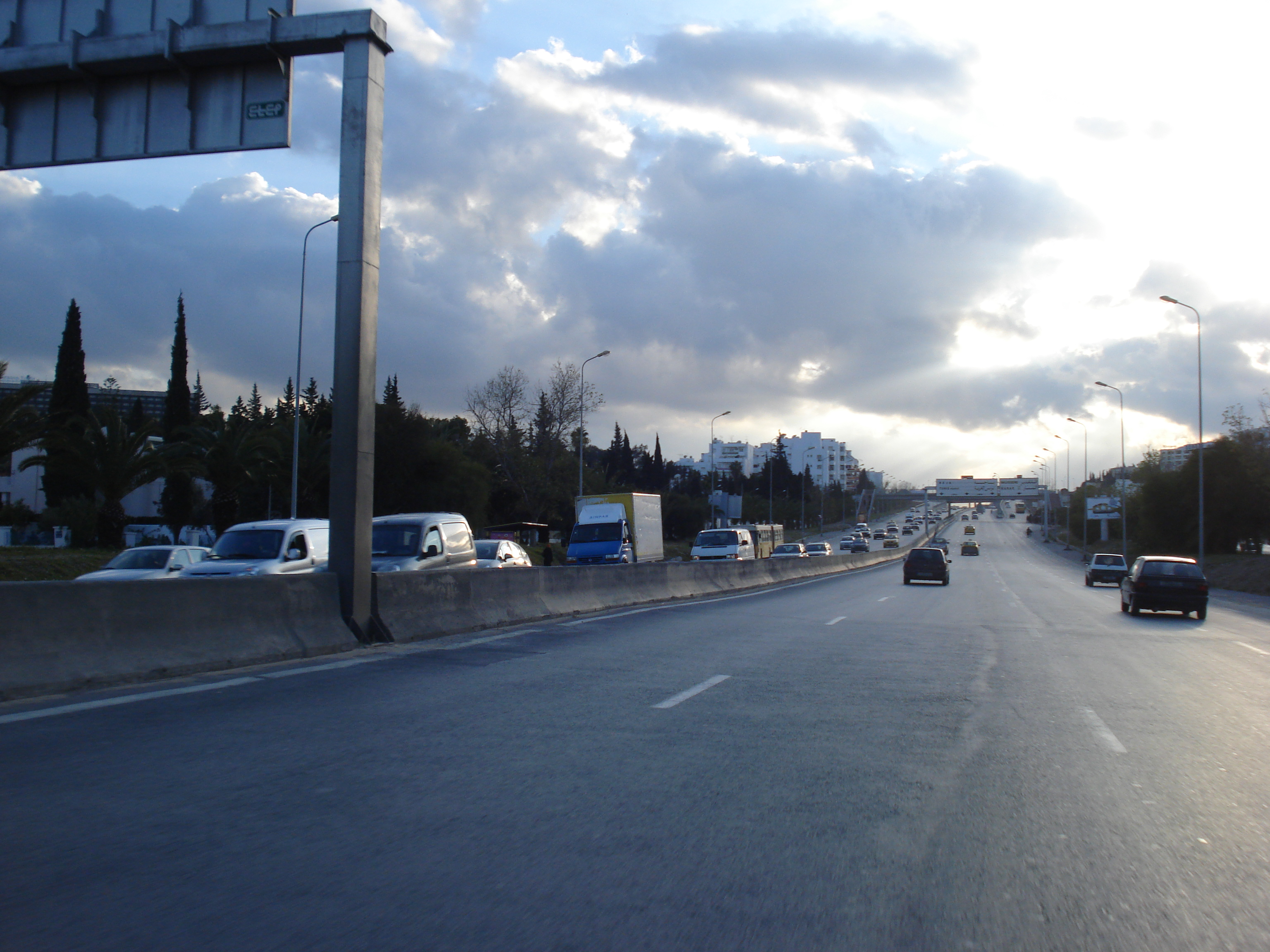
شارع محمد البوعزيزي بمدينة تونس هو مثال آخر للطريق السريعة
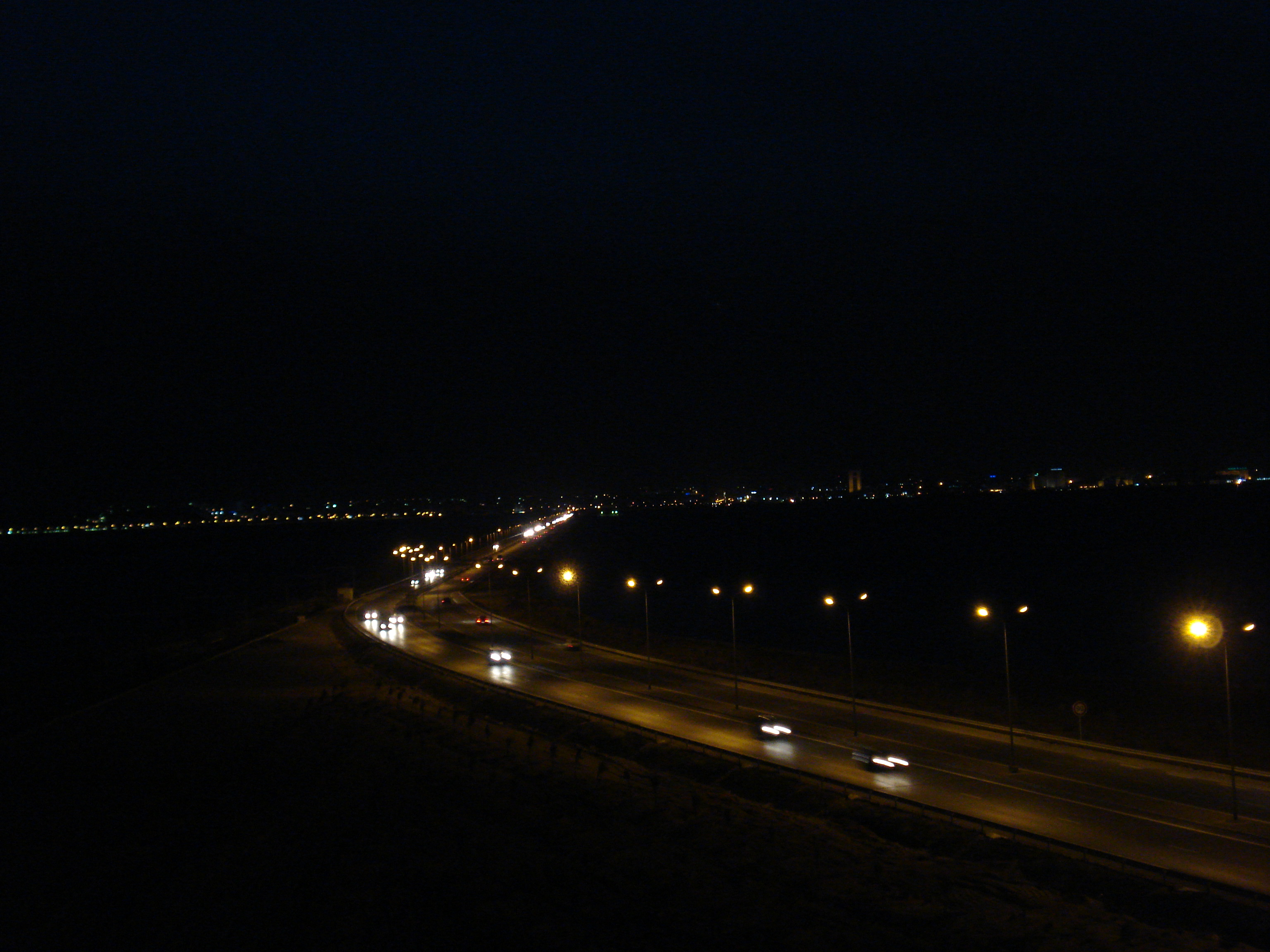
الطريق السريعة مدينة تونس-الكرم ليلًا